# Marietta (Oklahoma)
Marietta è un comune degli Stati Uniti d'America, capoluogo della Contea di Love, nello Stato dell'Oklahoma.